# Lejs
Lejs ist ein männlicher Vorname.

## Herkunft und Bedeutung
In der Schreibweise „Lejs“ tritt der Name im Sprachraum der Bosniaken auf, wenn auch nicht häufig. Seinen Ursprung hat der Name im gesamten arabischen Sprachraum und bedeutet (kleiner) „Löwe“ oder „(wort)starke Person“. Die englische Transliteration des Namens ist Laith (arabisch لیث). Der Name findet seine Erwähnung unter anderem im Koran.

## Verbreitung
Seine Verbreitung findet der Name erfahrungsgemäß hauptsächlich in Bosnien-Herzegowina, Serbien und Montenegro. Seltener in Mazedonien und unter der Diaspora der Bosniaken in Ländern wie Deutschland, Österreich und den USA.